# Your Arsenal
Albums de Morrissey
Kill Uncle
(1991) Vauxhall and I
(1994)
Singles
1. We Hate It When Our Friends Become Successful
Sortie : 27 avril 1992
2. You're the One for Me, Fatty
Sortie : 6 juillet 1992
3. Tomorrow
Sortie : septembre 1992
4. Certain People I Know
Sortie : 7 décembre 1992
5. Glamorous Glue

Your Arsenal est un album de Morrissey, sorti en 1992. Il est précédé par deux singles, We Hate It When Our Friends Become Successful et You're the One for Me, Fatty. Le disque est délibérément orienté glam rock avec des guitares omniprésentes et un son rappelant celui des années 1970. Mick Ronson, le guitariste de David Bowie à l'époque de Ziggy Stardust and the Spiders from Mars, a produit l'album.

## L'album
Avant la sortie de l'album, Morrissey est au cœur de plusieurs polémiques: il attaque par voie de presse Johnny Rogan, biographe des Smiths. Au Finsbury Park à  Londres, il interrompt son concert à cause de projectiles lancés par une partie hostile du public venu pour voir Madness.
À sa parution, Your Arsenal remporte un succès important pour un album de rock alternatif. Il atteint la 21e place du Billboard 200 aux États-Unis et se classe dans le top 10 au Royaume Uni, grimpant jusqu'à la 4e place. Le magazine Q le place en première position de son classement des 50 meilleurs albums de 1992. En France, le disque suscite un engouement: Morrissey donne deux concerts en l'espace de 6 mois, l'un au Eurockéennes de Belfort quelques semaines avant la sortie du disque, et le second 6 mois plus tard au Zénith de Paris, lequel afficha complet plus de 2 mois à l'avance. Your Arsenal est inclus dans le livre 1001 albums qu'il faut avoir écoutés dans sa vie. 

### Titres
Tous les titres sont de Morrissey (paroles) et Alain Whyte (musique), sauf mentions. 
1. You're Gonna Need Someone on Your Side (Mark E. Nevin) (3:38)
2. Glamorous Glue (4:01)
3. We'll Let You Know (5:17)
4. The National Front Disco (4:23)
5. Certain People I Know (3:11)
6. We Hate It When Our Friends Become Successful (2:29)
7. You're the One for Me, Fatty 2:58)
8. Seasick, Yet Still Docked (5:07)
9. I Know It's Gonna Happen Someday (Nevin) (4:20)
10. Tomorrow (4:05)

### Musiciens
- Morrissey: voix
- Alain Whyte : guitares
- Boz Boorer : guitares
- Gary Day : basse
- Spencer Cobrin : batterie